# Al Manzla
Al Manzla  (in arabo المنزلة‎?) è un centro abitato e comune rurale del Marocco situato nella prefettura di Tangeri-Assila, regione di Tangeri-Tetouan-Al Hoceima. Conta una popolazione di 2 650 abitanti (censimento 2014).